# Fluorid osmičitý
Fluorid osmičitý je anorganická sloučenina s chemickým vzorcem OsF4, tvoří žluté hygroskopické krystaly.

## Příprava
Fluorid osmičitý může být připraven reakcí plynného fluoru se osmium při teplotě 280 °C:
Os + 2 F2 → OsF4
Produkty reakce mohou být kontaminovány jinými fluoridy osmia.

## Reakce
Fluorid osmičitý reaguje s vodou:
OsF4 + 2 H2O → OsO2 + 4 HF